# Бочавар, Екатерина Кирилловна
Екатерина Кирилловна Бочавар — российская художница, скульптор, дизайнер выставочных пространств, куратор художественных выставок и автор перформансов.

## Биография
В 1989 году окончила Московский государственный текстильный университет имени А. Н. Косыгина по специальности «дизайнер тканей». Около 15 лет жила в США, где увлеклась идеями культурного сквоттинга. В 2008 году вернулась в Россию.
Соавтор (совместно с А. Бартеневым) перформанса «Белая радуга над столом. Мюзикл просроченных продуктов» на выставке BAIBAKOV art projects, «вторжение: отторжение» (фабрика «Красный Октябрь», 2009), дизайнер российского павильона на 53-й Венецианской биеннале (2009), архитектор выставки Lexus Hybrid Art в «Манеже» (2013).
За создание визуальной программы на фестивале Гогольfest (киностудия имени А. Довженко, Киев, 2010) была удостоена премии имени Сергея Курёхина в номинации «куратор года».
В 2015 году куратор проекта «Заводы. Прямая речь» в Екатеринбурге.
Сотрудничает с Государственным театром имени Вс. Мейерхольда и проектом «Платформа» Кирилла Серебренникова, ведёт деятельность в качестве куратора мероприятий культуры.
В 2018 году была назначена директором Государственно выставочного зала в Москве «Солянка ВПА».
В 2023 году стала арт-директор и куратором «Выкса-фестиваля», выбрав тему «Всё включено».

## СМИ и Интернет
- И. Кулик. Американские художники спустились в московское подполье. «Коммерсантъ», 10.12.2005
- М.Орлова. Русских художников завезут в Венецию оптом. «Коммерсантъ», 15.04.2009
- П.Твердов. Сеанс одновременного рисования в Grey Goose Bar. Независимая газета. 07.02.2009.
- А.Перепелова. Мария Байбакова: Я набрала пять художников, и выставка наконец сложилась. «Сноб». 21.05.09
- Мария Байбакова: Закрытие выставки «Вторжение: Отторжение». Перформанс Андрея Бартенева & Кати Бочавар. «Сноб». 30.01.09 (недоступная ссылка)
- Объявлена российская программа на Венецианской биеннале. OpenSpace.ru. 14.04.2009
- Материалы журналов «Cosmopolitan», «Time Out. Москва», «Hello», «Officiel», «Jalouse» на сайте художницы
- Топ-50 самых влиятельных фигур в российском искусстве 2018 года